# 芒果影视
湖南芒果影视文化有限公司（简称：芒果影视）是芒果超媒快乐阳光（芒果TV）旗下影视娱乐传媒机构，创立于2001年，前身为湖南经济电视台旗下单位湖南经视文化传播有限公司，秉承电视湘军的创新思维和“匠心独剧”的企业理念，不断探索新题材新类型的单元剧。
2014年，前湖南经视文化传播正式独家经营湖南卫视都市偶像周播剧场时段，单元剧《青春星期天》全新开启，并于2015年更名为“芒果影视”，其主管单位也由“湖南经视”变为湖南广播电视台直管，单元剧亦于同年更名为《青春进行时》，并加量播出时长。
芒果影视不仅经营湖南卫视《青春进行时》周播剧场时段，也有出品或投资少量电影、网剧或市场剧等等。
2018年6月，快乐购重大资产重组正式获批通过，芒果影视与快乐阳光、芒果互娱、天娱传媒、芒果娱乐五家公司整体打包注入快乐购。同年7月，快乐购正式更名为“芒果超媒”。
2021年4月，芒果超媒将全资子公司芒果娱乐、芒果影视、芒果互娱变更为全资子公司快乐阳光的全资子公司，变更后上述三家公司成为芒果超媒全资孙公司。芒果影视的主营业务改为季风剧场自制，并与芒果TV影视中心实现一体化运营，芒果影视原有班底另行成立新公司“金色光芒”。

## 旗下艺人

### 已解约
- 王小毅
- 朱远
- 王冠澎
- 买超
- 戴俊宸
- 闰笑
- 杨亦晴
- 李妍
- 崔铉
- 刘昱晗

## 《青春进行时》周播剧
注：从2015年起的剧凡是标有“#”特别记号的，表示此剧并非贵单位出品自制，只是因登陆湖南卫视“青春进行时”剧场而挂名贵单位出品标志统筹经营，且在芒果影视官网的“项目展示”的作品集和官方微博的宣传当中并不出现。而非芒果影视出品或投资经营的古装神话剧由于已有芒果TV投资经营，因此贵单位并不参与经营，故并不挂上“芒果影视”标志，通常是从2017年起原“钻石独播剧场”撤并后遗留下来的库存剧，故不计入在内。标“*”的为芒果娱乐、天娱传媒等芒果超媒子单位出品剧。
| 剧名                             | 拍摄                         | 首播           | 合作公司 联合投资/承制/出品                                        | 参与演出                                                                                 |
| 《被遗弃的秘密》                 | 2010年                       | 2011年11月13日 | 于正工作室                                                         | 蒋梦婕、甘婷婷、何晟铭、罗晋、乔振宇                                                     |
| 《爱的妇产科》                   | 2013年7月                    | 2014年2月2日   |                                                                    | 朱丹、何晟铭、孙坚、王笛                                                                 |
| 《女王駕到》                     | 2014年                       | 2014年3月16日  | 完美世界影视                                                       | 尚雯婕、印小天、江鎧同、魏千翔                                                           |
| *《唱戰記》                      | 2014年1月                    | 2014年4月13日  | 天娱传媒                                                           | 歐豪、秦嵐、黃義達、付夢妮                                                               |
| *《懂小姐》                      | 2014年2月                    | 2014年6月15日  | 湖南快乐阳光互动娱乐传媒                                           | 劉燁、辛芷蕾、成毅、鄧紫棋                                                               |
| 《不一样的美男子》               | 2014年5月                    | 2014年6月29日  | 北京春秋风云影视策划有限公司                                       | 張翰、吳映潔、路晨，范世琦                                                               |
| 《美人制造》                     | 2014年7月                    | 2014年9月7日   | 于正工作室                                                         | 楊蓉、金世佳、鄧萃雯、張哲瀚                                                             |
| 《只因單身在一起》               | 2014年11月4日                | 2015年1月4日   | 芒果娱乐                                                           | 鄭元暢、汪東城、徐璐、张馨予                                                             |
| *《相愛穿梭千年》                | 2014年12月                   | 2015年2月15日  | 天娱传媒 CJ E&M                                                    | 井柏然、鄭爽、謝依霖、陳翔                                                               |
| 《爱你，万缕千丝》               | 2015年2月                    | 2015年3月29日  | 春秋风云影视                                                       | 黃聖依、高雲翔、關智斌                                                                   |
| 《愛的婦產科2》                  | 2015年3月                    | 2015年5月24日  |                                                                    | 朱丹、楊祐寧、孫堅、魏千翔                                                               |
| 《旋風少女》                     | 2016年3月                    | 2015年7月7日   | 观达影视                                                           | 胡冰卿、楊洋、陳翔、白敬亭、吴磊、趙圆瑗、谭松韵                                         |
| 《明若曉溪》                     | 2013年10月                   | 2015年9月8日   | 可米传播事业有限公司 浙江华策影视股份有限公司 八大电视股份有限公司 | 曾沛慈、子閎、Evan、徐開騁、曹曦月、五熊                                                 |
| 《三里屯的朋友圈》               | 2014年                       | 2015年10月27日 | 快乐京林 同心赞美                                                  | 闫笑、卜冠之、黄鹤立、杨亦晴、李妍、向沛林、崔铉、蒋羽熙、李楠、王冠澎、买超、韩充、朱远 |
| #《爱情碟中谍》                  | 2014年                       | 2015年12月2日  | 上海尚世影业 银润传媒 凤仪传媒                                     | 姚笛、雷佳音、范明、宋丹丹                                                               |
| *《尋找愛的冒險》                | 2015年11月                   | 2016年1月20日  | 芒果娱乐 天马途腾                                                  | 蔣勁夫、程硯萩、唐禹哲、孫驍驍、溫心                                                     |
| 《十五年等待候鳥》               | 2015年12月                   | 2016年3月16日  | 观达影视                                                           | 張若昀、孫怡、鄧倫、張雪迎、李宗霖、劉美含                                               |
| 《奇妙的時光之旅》               | 2016年1月                    | 2016年4月27日  |                                                                    | 賈乃亮、林心如、徐璐                                                                     |
| 《是！尚先生》                   | 2016年3月                    | 2016年6月8日   | 和力晨光 最世文化                                                  | 陳學冬、歐陽娜娜、鄔君梅                                                                 |
| 《旋風少女2》                    | 2016年3月                    | 2016年7月20日  | 观达影视                                                           | 安悦溪、池昌旭、陳翔、吴磊、譚松韻、趙圓瑗                                               |
| *《相爱穿梭千年2：月光下的交换》 | 2016年5月                    | 2016年11月16日 | 天娱传媒 CJ E&M                                                    | 魏大勛、文詠珊、郭雪芙、張曉晨                                                           |
| 《漂亮的李慧珍》                 | 2016年7月                    | 2017年1月2日   | 嘉行传媒                                                           | 迪麗熱巴、盛一倫、張彬彬、李溪芮                                                         |
| 《不一樣的美男子2》              | 2016年10月                   | 2017年3月13日  | 北京春秋风云影视策划有限公司                                       | 張雲龍、闞清子、陳奕、蔣羽熙                                                             |
| 《浪花一朵朵》                   | 2017年1月                    | 2017年7月30日  | 观达影视                                                           | 譚松韻、熊梓淇                                                                           |
| 《進擊吧，閃電》                 | 2016年11月                   | 2017年8月28日  | 上象娱乐                                                           | 蔣勁夫、陳婭安、馮文娟、胡宇威                                                           |
| 《路從今夜白之遇見青春》         | 2017年                       | 2017年11月1日  | 年轮映画文化传媒有限公司                                           | 安悅溪、陳若軒                                                                           |
| #《極光之戀》                    | 2016年9月                    | 2017年11月27日 | 北京中视礴广文化传媒有限公司 杭州新鼎明影视投资管理有限公司        | 馬可、關曉彤、张晓龙、赵韩樱子                                                           |
| 《我站在橋上看風景》             | 2017年                       | 2018年1月23日  | 天津深蓝影视传媒有限公司                                           | 姜潮、李溪芮                                                                             |
| 《金牌投資人》                   | 2017年                       | 2018年4月3日   | 北京博集天卷影业有限公司 重庆稻田影视文化传媒有限公司              | 楊旭文、張儷、陈龙、梁田                                                                 |
| 《像我們一樣年輕》               | 2017年                       | 2018年5月28日  | 东阳元一传媒股份有限公司 深圳市海元梦想文化传媒有限公司            | 陳翔、陳瑤、卢杉、劉恩佑                                                                 |
| *《流星花園》                    | 2017年                       | 2018年7月9日   | 芒果娱乐 北京萌样影视制作有限公司 安乐影片有限公司 腾讯影业        | 沈月、王鹤棣、官鸿、梁靖康、吴希泽                                                       |
| 《封神演义》                     | 2015年3月                    | 2019年4月8日   | 华夏视听 央视创造 Samhwa Networks 中国电视剧制作中心               | 王丽坤、罗晋、张博、于和伟、邓伦                                                         |
| 《大宋少年志》                   | 2018年4月                    | 2019年6月3日   |                                                                    | 張新成、周雨彤                                                                           |
| *《你是我的答案》                | 2018年5月1日—2018年8月31日   | 2019年9月9日   | 芒果娱乐 北京云端文化传媒有限公司                                  | 郭晓东、吴谨言、赵顺然、潘时七、苗驰、孙嘉俊                                             |
| *《初戀那件小事》                | 2019年                       | 2019年10月23日 | 芒果娱乐 沣禾汇文化传媒有限公司                                    | 賴冠霖、趙今麥                                                                           |
| *《極速救援》                    | 2018年5月1日—2018年8月31日   | 2019年11月25日 | 芒果娱乐                                                           | 張赫、王佳、魏哲鳴                                                                       |
| 《我不是購物狂》                 | 2018年5月1日—2018年8月31日   | 2020年1月1日   |                                                                    | 王陽明、孟子義                                                                           |
| 《这就是生活》                   | 2019年                       | 待播           |                                                                    |                                                                                          |
| 《爱情的开关》                   | 2017年11月26日—2018年2月28日 | 待播           | 芒果娱乐 企鹅影视 悦凯影视                                         | 熊梓淇、賴雨濛                                                                           |

## 《金鹰独播剧场》日播剧
注：以下罗列的剧集包含贵单位投资出品的剧集，从2014年起因芒果影视（前经视文化传播）独家经营“青春进行时”（在2014年内为“青春星期天”），以及2012年7月起“金鹰独播剧场”回归19:30档（2015年起非周末时段调整至20:00档），故下列从2014年起的芒果影视出品或投资的剧则因政策需求调整至“金鹰独播剧场”档。
| 剧名                    | 拍摄       | 首播           | 合作公司 联合投资/承制/出品                               | 参与演出                                                 |
| 《还珠格格1、2》        | 1997年     | 2003年6月29日  | 中华电视公司 怡人传播有限公司 湖南华夏影视传播有限公司    | 赵薇、林心如、苏有朋、周杰                               |
| 《还珠格格3：天上人间》 | 1997年     | 2004年1月11日  | 中华电视公司 怡人传播有限公司 湖南华夏影视传播有限公司    | 赵薇、林心如、苏有朋、周杰                               |
| 《恰同学少年》          | 2004年12月 | 2007年4月25日  | 北京春秋院线影视文化传播有限公司 湖南华夏影视传播有限公司 | 谷智鑫、徐亮、钱枫                                       |
| 《悠悠寸草心》          | 2005年     | 2007年10月1日  |                                                           | 白珊、岳跃利、魏巍、岳菁蔚、邵桐                         |
| 《暗夜心慌慌》          | 2006年     | 2006年10月29日 |                                                           | 马可、刘一含、梁超、李强                                 |
| 《八百里洞庭我的家》    | 2009年     | 2009年9月26日  |                                                           | 周一围、蔺达诺、徐翠翠                                   |
| 《八千湘女上天山》      | 2009年     | 2009年10月2日  | 北京响巢国际传媒                                          | 刘娴、卢卓婕、徐海鹏、习雪、斌子                         |
| 《佳期如夢》            | 2009年     | 2010年6月4日   | 上海创翊文化 华策影视                                     | 陈乔恩、邱泽、冯绍峰、路晨、吉杰、林秀君、王思雅、赵丽颖 |
| 《宫锁心玉》            | 2010年6月  | 2011年1月31日  | 欢瑞世纪 于正工作室                                       | 杨幂、冯绍峰、何晟铭、郭羡妮                             |
| 《傾世皇妃》            | 2011年     | 2011年9月30日  | 北京贺盈时代影视 浙江东阳贺盈影视 希世纪影视 林心如工作室 | 林心如、严屹宽、霍建华                                   |
| 《我的青春在延安》      | 2010年     | 2011年6月7日   |                                                           | 郑恺、孙骁骁、乔乔、魏巍                                 |
| 《风华正茂》            | 2010年     | 2011年6月17日  | 中国中央电视台                                            | 王雷、霍政谚、肖聪、江铠同                               |
| 《新还珠格格》          | 2010年6月  | 2011年7月16日  | 上海创翊文化传播有限公司 北京华影盛视文化传播有限公司     | 李晟、海陆、张睿、李佳航                                 |
| 《步步驚心》            | 2010       | 2011年9月10日  | 唐人影视                                                  | 韩栋、林更新、袁弘、叶祖新、刘松仁、刘心悠               |
| 《凰图腾》              | 2011年     | 2011年12月17日 | 深圳世纪映画传媒 东汉文化 天娱传媒                        | 张翰、郑爽、白冰                                         |
| 《如意》                | 2011年5月  | 2012年1月29日  | 浙江梦幻星生园影视文化有限公司                            | 杨幂、刘恺威、朱泳腾、刘雪华、张晨光、吕佳容             |
| 《深宫谍影》            | 2011年     | 2012年2月9日   | 拉风娱乐                                                  | 甘婷婷、米雪、郑嘉颖、张兆辉                             |
| 《宫锁珠帘》            | 2011年8月  | 2012年6月20日  | 欢瑞世纪 于正工作室                                       | 杜淳、何晟铭、袁姗姗、舒畅、张嘉倪、王阳                 |
| 《笑红颜》              | 2011年     | 2012年4月22日  |                                                           | 刘松仁、胡静、陈楚河、翁虹                               |
| 《陸貞傳奇》            | 2011年12月 | 2013年5月5日   | 完美世界影视 希世纪影视 于正工作室 东阳欢娱影视文化       | 赵丽颖、陈晓、乔任梁、杨蓉                               |
| 《宫锁连城》            | 2013年1月  | 2014年4月8日   | 东阳欢娱 东阳星瑞公司 于正工作室                          | 袁姗姗、陆毅、高云翔、戴娇倩、杨蓉                       |
| 《毛泽东》              | 2012年     | 2013年12月25日 | 中国电视剧制作中心 湖南和光传媒 浙江美浓影视 希世纪影视   | 唐国强、侯京健、刘劲、郭连文、王伍福、王健               |
| 《美人制造》            | 2014年7月  | 2014年9月7日   | 于正工作室                                                | 杨蓉、金世佳、张哲瀚、邓萃雯、米热                       |
| 《秋收起义》            | 2016年11月 | 2017年8月1日   | 湖南和光传媒                                              | 侯京健、赵韩樱子、白恩、黄勐、夏德俊、沈月               |
| 《远大前程》            | 2017年     | 2018年4月1日   | 象山悟空文化传媒有限公司上海骋亚影视文化传媒有限公司      | 陈思诚、袁弘、佟丽娅、郭采洁                             |

## 其他平台电视剧（市场剧）
注：2014年前的湖南经视出品的电视剧出品方均划入芒果影视。
| 剧名                    | 拍摄      | 首播                                                 | 合作公司 联合投资/承制/出品                                                                              | 参与演出                                                                   | 播放平台                                          |
| 《今生今世》            | 1995年    | 1996年                                               | | 马景涛、周海媚、陈红、孙兴                                                 | 湖南经视                                          |
| 《悠悠寸草心2》         | 2006年    | 2007年12月2日（地面首轮） 2008年6月28日（上星首轮）  | | 白珊、岳跃利、刘丹、魏巍、岳菁蔚、邵桐                                     | 湖南经视（地面首轮） 安徽卫视（上星首轮）         |
| 《如果还有明天》        | 2007年    | 2008年5月16日                                        | | 王阳、咏梅、蒋欣、侯传杲、谢园、白珊                                       | 海口电视台1套                                     |
| 《走过、路过、莫错过》  | 2007年    | 2008年1月                                            | | 斯琴高丽、邵桐、孙琳、亚丽                                                 | 湖南经视                                          |
| 《人间烟火》            | 2008年    | 2008年                                               | | 李强、岳跃利、白珊、魏巍、宾洁、李晟                                       | 湖南经视                                          |
| 《好汉一箩筐》          | 2008年    | 2008年                                               | | 王鹏凯、孙耀琦、彭博                                                       | 湖南经视                                          |
| 《校园恰恰恰》          | 2009年    | 2009年                                               | | 陈英俊、梅冬、仇晓、汪涵、魏巍、蒋宏杰、杨珊珊、刘澳、杜海涛、小豆子、田源 | 湖南经视                                          |
| 《大丫鬟》              | 2009年    | 2010年1月2日（地面首轮） 2010年9月1日（上星首轮）    | 欢瑞世纪                                                                                                 | 马雅舒、陈思成、吴卓羲、米雪、何晟铭、李彩华                               | 湖南经视（地面首轮） 浙江卫视（上星首轮）         |
| 《幸福小丈夫》          | 2011年    | 2011年1月27日                                        | | 张月、魏巍、宾洁、田既安、熊晓雯                                           | 杭州广播电视台影视频道                            |
| 《弹孔》                | 2010年    | 2011年6月23日                                        | 欢瑞世纪 四川星空影视文化传媒有限公司 上海剧酷文化传播有限公司                                           | 郭涛、薛佳凝、郭广平、侯勇、王劲松、关亚军、程愫                           | CCTV-1                                            |
| 《龙年三响炮》          | 2011年    | 2012年                                               | | 汪涵、仇晓、马可、YOYO、王湘平                                             | 湖南经视                                          |
| 《野火春风逗古城》      | 2012年    | 2013年                                               | | 王湘平、岳菁蔚、杨珊珊、刘澳                                               | 湖南经视                                          |
| 《幸福绽放》            | 2012年    | 2013年3月20日                                        | 新疆楚天唯盛传媒有限公司                                                                                 | 马雅舒、斌子、张子枫、朱泳腾、温峥嵘                                       | 上视电视剧频道                                    |
| 《逗吧逗把街》          | 2014年    | 2014年10月25日                                       | 湖南乾景文化传播有限公司                                                                                 | 李小嘉、杨珊珊、王湘平、李清德、项汉、杜克力                               | 湖南经视                                          |
| 《战鼓擂》              | 2013年    | 2015年11月22日（地面首轮） 2017年9月10日（上星首轮） | | 任程伟、曹曦文、李依玲                                                     | 苏州新闻综合频道（地面首轮） 贵州卫视（上星首轮） |
| 《結愛·千歲大人的初戀》 | 2017年9月 | 2018年5月9日                                         | 企鹅影视 乐漾影视                                                                                        | 宋茜、黄景瑜、徐开骋、刘泳希                                               | 腾讯视频                                          |
| 《特赦1959》            | 2018年    | 2019年7月29日                                        | 幸福蓝海 上海上象星作娱乐（集团）股份有限公司 芒果文创 上海大美传奇文化发展有限公司 广东广视传媒有限公司 | 张铎、奚望、赵恒煊、肖荣生                                                 | CCTV-1                                            |
| 《陆战之王》            | 2017年3月 | 2019年8月27日                                        | 中国国际电视总公司 霍尔果斯挚友影业有限公司 芒果娱乐                                                     | 陈晓、王雷、吴樾                                                           | 浙江卫视、东方卫视                                |
| 《空降利刃》            | 2018年    | 2019年9月15日                                        | 幸福蓝海 霍尔果斯挚友影业有限公司 中天鹊禧影视 阿里巴巴影业集团 龙乐东方影视 星雁文化                    | 贾乃亮、邢佳栋、李纯、张赫                                                 | 江苏卫视                                          |
| 《我在北京等你》        | 2017年9月 | 2020年2月23日                                        | 和力辰光 欢瑞世纪 光芒影业 纸兵工作室 芝麻娱乐                                                           | 李易峰、江疏影、蒋梦婕、胡宇威                                             | 江苏卫视、浙江卫视                                |
| 《隐秘而伟大》          | 2018年4月 | 2020年                                               | 欢瑞世纪 五元文化 北京广播电视台 易得文化                                                                | 李易峰、金晨、王泷正、牛骏峰                                               | 东方卫视、江苏卫视                                |
| 《雷神突击》            | 2017年3月 | 待播                                                 | | 蒋劲夫、陈娅安、杜海涛、赵艺涵                                             |                                                   |
| 《谁将流年抛却》        | 2018年6月 | 待播                                                 | |                                                                            |                                                   |
| 《流水迢迢》            | 2018年9月 | 待播                                                 | |                                                                            |                                                   |

## 出品电影
| 剧名         | 拍摄       | 上映          | 合作公司 联合投资/承制/出品                                        | 参与演出                           |
| 《宫锁沉香》 | 2012年10月 | 2013年8月13日 | 万达影视传媒 天娱传媒 华夏视听 志同道合影视文化有限公司 于正工作室 | 周冬雨、陈晓、赵丽颖、陆毅、黄圣依 |